# Gimmie Love
«Gimmie Love» (en español: «Regálame amor») es una canción de rock escrita por Myles Goodwyn y Hovaness Hapogian.  Es la primera melodía del álbum de estudio The Whole World's Goin' Crazy de la agrupación canadiense de rock April Wine lanzado en 1976 por Aquarius Records.

## Publicación y recibimiento
Esta pista fue publicada como el segundo sencillo del disco antes mencionado.  El tema «We Can Be More than We Are» («Podemos ser más de lo que somos» en castellano) fue incluido en el lado B de este vinilo. Dicha canción fue compuesta por Myles Goodwyn.
Al igual que su antecesor, «Gimmie Love» fue bien recibido por el público y llegó a posicionarse en el lugar 33.º del listado de las cien canciones más populares de la revista RPM Magazine en el mes de agosto de 1976.
El crítico de Allmusic Mike DeGagne describió a «Gimmie Love» como «una canción con un sonido suficientemente firme».

## Lista de canciones

### Lado A
| side one |               |                                   |          |  |
| N.º      | Título        | Escritor(es)                      | Duración |  |
| 1.       | «Gimmie Love» | Myles Goodwyn / Hovaness Hogapian | 3:32     |  |

### Lado B
| side one |                              |               |          |  |
| N.º      | Título                       | Escritor(es)  | Duración |  |
| 2.       | «We Can Be More than We Are» | Myles Goodwyn | 3:27     |  |

## Créditos
- Myles Goodwyn — voz principal, guitarra y coros
- Gary Moffet — guitarra y coros
- Steve Lang — bajo
- Jerry Mercer — batería y coros

## Listas
| Año  | País   | Lista                    | Posición máxima |
| ---- | ------ | ------------------------ | --------------- |
| 1976 | Canadá | RPM Magazine Top Singles | 33.º            |